# Metamorphosis (Magenta)
Metamorphosis is het zevende muziekalbum van de uit Wales afkomstige band Magenta. Het is het meest serieuze album van de band tot dan toe, het gaat over de overgang tussen leven en dood. De muziek is geschreven door Rob Reed, de teksten door zijn broer Steve Reed. Alhoewel de hoes en teksten gothic rock of deathmetal doen vermoeden, blijkt dat de klank van het album en dan vooral in de eerste compositie meer te neigen naar Yes.

## Musici
Alleen Reed en Booth staan in het boekje afgebeeld, bij de musicilijst wordt nog Chris Fry genoemd:
- Rob Reed – gitaar, basgitaar, toetsen, madoline, zang
- Christina Booth – zang
- Chris Fry – gitaar, aangevuld met
- Tim Robinson (slagwerk), Martin Rosser (gitaar), Troy Donockley (Uilleann pipes), Steff Rhys Williams (achtergrondzang), en een strijkensemble.

## Composities
| Nr. | Titel                              | Duur |
| --- | ---------------------------------- | ---- |
| 1.  | The ballad of Samuel Layne (20:17) |      |
| 2.  | Prekestolen (3:43)                 |      |
| 3.  | Metamorphosis (23:15)              |      |
| 4.  | Blind faith (6:01)                 |      |

Metamorphosis kwam in twee versies, een cd en dvd versie 5.1 met tevens filmfragmenten tijdens de opnamen.